# Dawan
El uadi Dawan o Du'an (àrab: وَادِي دَوْعَن, wādī Dawʿan) és un uadi del Iemen, el principal afluent del uadi Hadramaut per la part meridional. Corre per al-Djawl en direcció nord durant uns 100 km i desaigua al uadi Hadramaut al costat de la vila d'Haynan. Durant el seu trajecte passa per congosts amb paret de fins a 300 metres d'altura. La principal producció a la vall del Dawan és la mel.
El seu origen és la unió de dos uadis: els Al-Ayman i l'al-Aysar (sovint considerat de fet el mateix Dawan). Passa per les viles d'al-Ribat, al-Khurayba, al-Rashid i al-Masnaa. Se li ajunta l'Al-Ayman just al costat de la vila de Sif; després hi ha la vila de Kaydun, la d'al-Hadjarayn (que de vegades dona el seu nom al curs inferior del riu) i una mica al nord es troba la tomba de Sayyid Ali ibn Hasan al-Attas. Després rep el uadi al-Ayn (a l'est) i el uadi Amd (a l'oest); els tres uadis units formen la part del Dawan coneguda sovint com al-Kasr; finalment es troben les viles d'Hawra i al-Adjlaniyya a la riba dreta.
Des de la part superior de la vall es pot accedir per una ruta a al-Mukalla i a la muntanya Kawr Sayban, la més alta de la regió, i al cim sagrat de Mawla Matar.
A la vall s'han trobat restes dels sabeus; al sud d'al Mashhad es troben les ruïnes de Ghaybun.
Ptolemeu l'esmenta com Thauane o Thabuane i Plini el Vell esmenta una tribu, els Toani, que hauria viscut a la regió. Al segle vi el territori pertanyia als Kinda i la casa reial d'Akil al-Murar tenia origen a Dammun, a la zona d'al-Hadjarayn. Sota els musulmans fou seu de l'imamat ibadita d'Hadramaut probablement a la localitat avui anomenada al-Khurayba. Després fou territori dels Al al-Amudi, l'ancestre dels quals, xeic Said ibn Isa (mort vers 1272 o 1273 i enterrat a Kaydun) fou el suposat introductor del sufisme al Hadramaut. Els xeics descendents de Said foren molt respectats pels beduïns, però les disputes entre la família els van debilitar i al segle xix no van poder fer front a la potència emergent del sultà quaiti de Mukalla. El territori del Dawan va formar un liwa (districte) del sultanat Quaiti de Mukalla amb capital a al-Hadjarayn (que formà el seu límit nord) i de la que foren governadors la família dels Ba Surra de Sayban; també fou important la família dels Al al-Amudi amb seu a Bida a la vall de l'al-Ayman.